# سن-دنی (با-سن-لوران)
سن-دونی، با-سَن-لُران (به فرانسوی: Saint-Denis, با-سن-لوران) قصبه‌ای در منطقه شهری کاموراسکا ناحیه با-سن-لوران در استان کبک کانادا است. در سرشماری سال ۲۰۱۱ این قصبه ۴۶۴ نفر جمعیت داشته‌است و مساحت آن ۳۳٫۸۴ کیلومتر مربع است.